# محلة باب البيض الشرقي
محلة باب البيض الشرقي حي من أحياء مدينة الموصل القديمة في العراق، ويعرف أيضًا باسم محلة باب البيض التحتاني تمييزًا له عن محلة باب البيض الغربي (أو محلة باب البيض الفوقاني) المجاورة لها.

## اصل التسمية
سميت المحلة نسبة إلى باب البيض وهو أحد أبواب المدينة القديمة في الموصل، التي جددت إبّان العهد العثماني في القرن 11هـ/17م ويؤدي إلى غرب المدينة. وسبب تسميته بباب البيض يعود إلى أنه كان بظاهره سوق يقام صباح كل يوم ويبيع فيه الفلاحون البيض وغيرها من منتجات الحيوانات والزرع.

## أهم معالمه
- من أهم معالم هذه المحلة هو ظهور سور المدينة القديم عند حدودها الغربية، كما تظهر أثار هذا السور أيضًا في محلة المحموديين ومحلة باب البيض الغربي وكذلك في محلة القنطرة الواقعة جنوبهما.[1]
- جامع الزيواني : من جوامع الموصل القديمة ثم عرف باسم أحد الذين دفنوا فيه وهو الشيخ محمد الزيواني. ويعرف أيضًا باسم جامع باب البيض. في سنة 1193 هـ قام سليمان باشا بن محمد باشا الجليلي بتوسعته واتخذه جامعًا كبيرًا وبنيت به مدرسة لتدريس العلوم المختلفة وكان أول من درس بها هو محمد أمين الخطيب العمري.[3]